# Urbain Cassan
Pour les articles homonymes, voir Cassan.
Urbain Cassan, né à Narbonne le 12 mars 1890 et mort dans le 14e arrondissement de Paris le 4 avril 1979, est un architecte polytechnicien français.

## Biographie
Après des études à l'École nationale supérieure des beaux-arts et à l'École polytechnique (promotion 1911), Urbain Cassan commence sa carrière à la Compagnie des chemins de fer du Nord. Il participe à la reconstruction du réseau après la Première Guerre mondiale avec l'ingénieur en chef Raoul Dautry. Celui-ci en fera son conseiller lors de son passage au ministère de l'Armement en 1939.
Il est à l'initiative d'une enquête lancée en 1941 (appelée « chantier intellectuel 1425 ») sur l'architecture rurale en France menée par Georges-Henri Rivière dans le cadre du Musée national des arts et traditions populaires.
En 1944, le même Dautry le nomme directeur général de la construction au ministère de la Reconstruction et de l'Urbanisme. Il est architecte-conseil pour Électricité de France entre 1946 et 1955 et est nommé architecte en chef des bâtiments civils et palais nationaux en 1953.
Il est élu à l'Académie des beaux-arts en 1965 en remplacement de Paul Tournon. Il a présidé l'ordre des architectes.

## Réalisations

Gare de Lens, Pas-de-Calais.

La nouvelle gare de Brest, construite entre 1936 et 1937 (à noter que la partie haute du bas-relief de Lucien Brasseur sur le beffroi fut détruite pendant la Seconde Guerre mondiale).

- 1921 : Coopérative vinicole Nicolas à Charenton-le-Pont en collaboration avec A. Laquerrière[3] ; détruit
- 1922 : Gare de Senlis avec Gustave Umbdenstock
- 1924 : Immeuble d'habitation, 52 rue de la Tourelle à Boulogne-Billancourt
- 1924-1925 : Hôtel Le Bristol Paris avec Umbdenstock
- 1924 1928 : Hangar à ballons et observatoire d'aérologie (actuellement Météo-France) à Trappes
- 1925 : Gare de Chauny (ajout d'un auvent en béton armé)
- 1925-1927 : Gare de Lens
- 1926 : Gare de Saint-Quentin avec Gustave Umbdenstock
- 1927 : Gare de Saint-Amand-les-Eaux avec Gustave Umbdenstock
- 1927 : Gare de Brest
- 1927-1930 : Gare de Noyon
- 1928 : Immeuble, 9 avenue Percier dans le 8e arrondissement de Paris
- 1932 : Remontage du pavillon de Hanovre dans le parc de Sceaux, à Sceaux (collaboration)
- 1933 : Usine Brandt, 12 rue Béranger à Châtillon (Hauts-de-Seine), actuel Institut de recherche et de construction aérospatiales
- 1933-1934 : Hôpital Beaujon à Clichy avec Louis Plousey et Jean Walter[4], René Patouillard-Demoriane (1869-1957) étant l'architecte-conseil
- 1934-1958 : cité hospitalière de Lille, en collaboration avec Louis Madeline et Jean Walter sur un plan inspiré de l'avant-projet de Paul Nelson (labellisé « Patrimoine du XXe siècle »)
- 1935 : Gare de Bois-Colombes
- 1935 : Gare de Colombes Stade
- 1935 : Gare transatlantique du Havre avec Eugène Freyssinet, puis reconstruction en 1952 ; détruit.
- 1936 : Gare de Colombes Centre
- 1937 : Gare de Brest
- 1937 : Hôpital universitaire de Kaunas[réf. souhaitée]
- 1948 (?) : Gare maritime d'Alger
- 1953 : Gare maritime de Dieppe (Seine-Maritime) ; détruite.
- 1954 : Lycée d'État Jean-Zay, Paris
- 1955 : Hôpital universitaire international de Paris
- 1955-1965 : Campus universitaire d'Orsay avec René Coulon
- 1955-1957 : Parc des sports de Choisy-le-Roi avec Christian Langlois
- 1958 : Maternité Henri Salengro, Lille
- 1958-1961 : Campus de Jussieu, bâtiment le long du quai Saint-Bernard, dans le 5e arrondissement de Paris en collaboration avec Louis Madeline, René Coulon et Roger Séassal, et, à partir de 1962, Édouard Albert
- 1961-1968 : CHU Cochin dans le 14e arrondissement de Paris
- 1966-1978 : Centre de rééducation fonctionnel de Beauvais[réf. souhaitée]
- 1969 : Cité hospitalière de Lille (restructuration) avec Doumergue[Qui ?] et Valentin[Qui ?]
- 1969 ? : Hôpital Gustave-Dron à Tourcoing avec Doumergue[Qui ?] et Valentin[Qui ?]
- 1969-1972 : Tour Montparnasse dans le 14e arrondissement de Paris, en collaboration avec Jean Saubot, Eugène Beaudouin et Louis Hoym de Marien
- 1978 : Caisse régionale d'assurance maladie d'Île-de-France[réf. souhaitée]